# Michail Štalenkov
Michail Alekseevič Štalenkov (in russo Михаил Алексеевич Шталенков?; Mosca, 20 ottobre 1965) è un ex hockeista su ghiaccio russo, fino al 1991 sovietico.

## Palmarès

### Olimpiadi invernali
- 2 medaglie:
  - 1 oro (Albertville 1992[1])
  - 1 argento (Nagano 1998[2])